# Martin Wernicke
Martin Wernicke (* 1. Februar 1980) ist ein deutscher Laiendarsteller. Von 2011 bis 2022 sowie von 2023 bis 2024 war er in der Rolle als Sebastian „Basti“ Heuer an der Reality-Serie Berlin – Tag & Nacht beteiligt, mit Folge 3241 Ende Juli 2024 schied er endgültig aus. Darüber hinaus hatte Wernicke häufig kleinere Rollen in Serien der Produktionsfirma Filmpool.
Seit August 2024 macht Martín Wernicke eine Weiterbildung zum Synchronschauspieler bei der Yellow Dubmarine.

## Filmografie
- 2010: X-Diaries – love, sun & fun (5 Episoden)
- 2011: Richterin Barbara Salesch
- 2010–2011: K11 – Kommissare im Einsatz (2010: "Ausgestripped", 2011: "Der Heiratsschwindler", "Sexy Sara")
- Niedrig und Kuhnt – Kommissare ermitteln
- 2011: Richter Alexander Hold ("Die Müsli-Erpresserin")
- 2011–2022, 2023–2024: Berlin – Tag & Nacht (als Sebastian „Basti“ Heuer)
- 2022: Kampf der Realitystars (RTL2)